# Universitätsbibliothek der Helmut-Schmidt-Universität

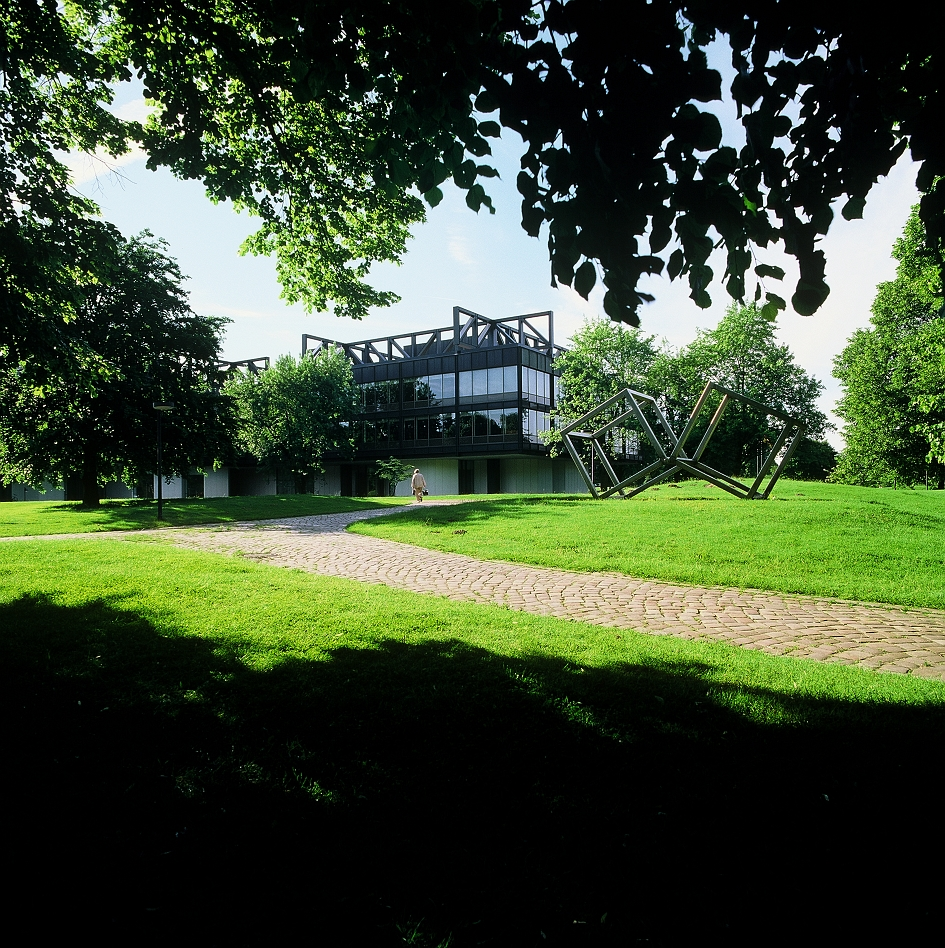
Hauptgebäude der Universität mit Universitätsbibliothek

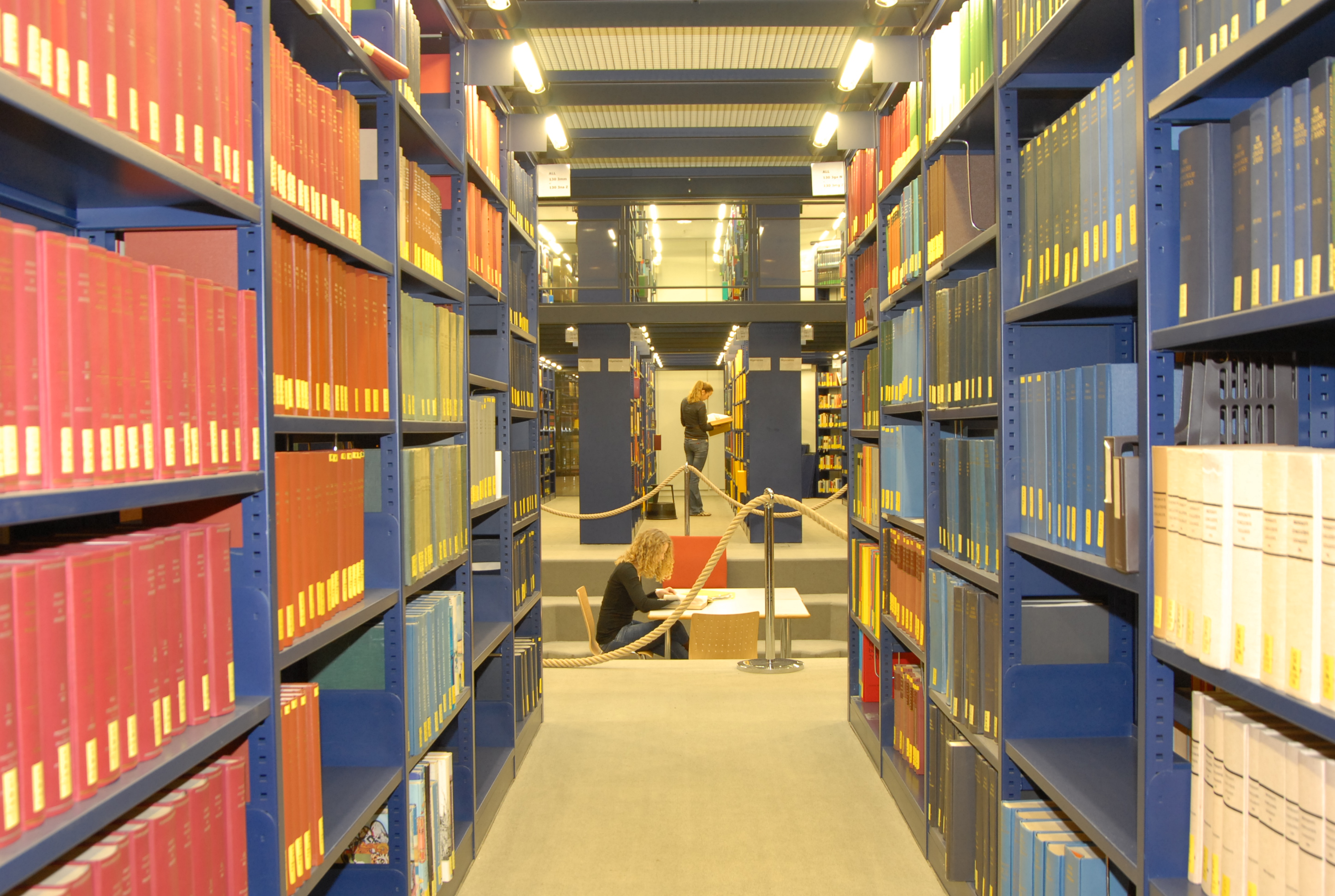
Hauptbibliothek

Die Universitätsbibliothek der Helmut-Schmidt-Universität ist die wissenschaftliche Bibliothek der Helmut-Schmidt-Universität/Universität der Bundeswehr Hamburg. Sie befindet sich innerhalb eines militärischen Sicherheitsbereiches und hat die Aufgabe, Medien aus eigenen und fremden Beständen für Präsenznutzung, Aus- sowie Fernleihe bereitzustellen. Die Bibliothek ist Mitglied im Gemeinsamen Bibliotheksverbund (GBV). Ihr derzeitiger Leiter ist Jan-Jasper Fast.

## Geschichte und Struktur
Die Universitätsbibliothek wurde zusammen mit der Einrichtung der zu jener Zeit noch als „Hochschule der Bundeswehr Hamburg“ bezeichneten Universität gegründet. Sie nahm parallel zum Start des Lehr- und Forschungsbetriebs der Hochschule am 1. Oktober 1973 ihren Betrieb auf. Die Bibliothek besteht aus der Hauptbibliothek mit der Bibliotheksverwaltung, der Fernleihstelle und einem Ausstellungsbereich sowie den Fakultätsbibliotheken, die den Großteil der Bestände in systematischer Freihandaufstellung umfassen. Die drei Fakultätsbibliotheken Wirtschafts- und Sozialwissenschaften, Maschinenbau – Elektrotechnik sowie Geistes- und Sozialwissenschaften sind an einem Standort konzentriert und über einen zentralen Eingang zugänglich. Dort befinden sich auch die Zentrale Ausleihe und die Zentrale Auskunft. Insgesamt stehen den Benutzern 238 Lese- und 53 PC-Arbeitsplätze sowie Gruppenarbeitsräume zur Verfügung.  Die Bibliothek hat in den Jahren 2003 bis 2008 jeweils den dritten Platz, 2010 den vierten und 2009 und 2011 den fünften Platz im Bibliotheksranking Bibliotheksindex (BIX) unter den einschichtigen Universitätsbibliotheken Deutschlands erzielt. Über den Katalog der Bibliothek sind Recherchen im Bestand der Einrichtung selbst und in den Datenbanken des Gemeinsamen Bibliotheksverbundes (GBV) möglich. Die Bibliothek ist an die Elektronische Zeitschriftenbibliothek, das Datenbank-Infosystem DBIS und den Direktlieferdienst Subito angeschlossen.

## Bestand
Die Universitätsbibliothek der Helmut-Schmidt-Universität hat einen Gesamtbestand von 654.420 Bänden (Stand: Mai 2024), zusätzlich sind weitere 2.365.000 Titel elektronisch lizenziert.
Die Bestände der in den Fakultätsbibliotheken befindlichen Lehrbuchsammlungen umfassen 46.000 Bände. Der Großteil des Bestandes befindet sich frei zugänglich in der Hauptbibliothek und den Fakultätsbibliotheken. Das Erwerbungsprofil der Bibliothek ist auf die an der Helmut-Schmidt-Universität gelehrten Fächer und Inhalte ausgerichtet. Dies sind insbesondere: Maschinenbau, Elektrotechnik, Wirtschaftswissenschaften, Recht, Pädagogik, Psychologie, Geschichte, Politikwissenschaft, Theologie (Schwerpunkte: Ethik, Friedensforschung), Militär- und Verteidigungspolitik (Sammelschwerpunkt: Marine, Seekrieg, Militär- und Verteidigungspolitik Skandinaviens und des Ostseeraums). Der Erwerbsetat pro Jahr beträgt 1,6 Millionen Euro.

## Angebote und Dienstleistungen
Die Universitätsbibliothek ist universitätsintern eingebunden in die Lehre im Bereich des Themenkomplexes Informationskompetenz. In den Bachelorstudiengängen Geschichts-, Politik- und  Wirtschaftswissenschaften sowie Bildungs- und Erziehungswissenschaften unterrichten Bibliotheksmitarbeiterinnen und Bibliotheksmitarbeiter im Rahmen der curricularen Angebote der Helmut-Schmidt-Universität, teilweise im „Blended Learning“-Verfahren die Studierenden der HSU. Die Bibliothek ist darüber hinaus verantwortlich für die Erstellung der Universitätsbibliographie und einer Bibliographie ihres Namensgebers Helmut Schmidt. Die Bibliothek offeriert ihren Nutzern über ihre Homepage vielfältige Kontakt- bzw. Informationsangebote: Elektronische Auskünfte sind auch per Webformular und per Chat möglich, zudem beteiligt man sich an dem Hamburger elektronischen Auskunftsdienst „Fragen Sie Hamburger Bibliotheken“. In Zusammenarbeit mit der Helmut-Schmidt-Universität, einzelnen Gremien und Lehrstühlen sowie anderen kulturellen Einrichtungen der Stadt Hamburg bietet die Bibliothek in der Hauptbibliothek regelmäßig Ausstellungen, Lesungen sowie weitere kulturelle Veranstaltungen an.

## Statistik
Die Bibliothek hat 8.678 regristriete Nutzende (April 2024).
389 Personen zählen zum wissenschaftlichen Personal. Mit einem Medienetat von 1,6 Mio. Euro gibt die Bibliothek pro primären Nutzer (Angehörige der Hochschule) 560 € pro Jahr aus. Der Gesamtetat beträgt 3,5 Mio. Euro. Der Nutzungsbereichs umfasst 6.349 m². Die Bibliothek beschäftigt 32 (2015) Mitarbeiter (Vollzeitäquivalent) und ist an 355 Tagen im Jahr an 81 Stunden in der Woche geöffnet.

## Auszeichnungen
- 2007 Platz 2 im BIX-Ranking der einschichtigen Universitätsbibliotheken Deutschlands
- 2003–2006 jeweils Platz 3 der deutschsprachigen Länder Europas

## Ausstellungen (Auswahl)
- 2025: Befreite und Befreier? Kriegsende in Hamburg 1945
- 2024: Hamburg: Der befreite Blick. Die Stadt und ihre Menschen mit dem Smartphone fotografiert
- 2023: Emil Julius Gumbel: Im Kampf gegen Extreme und für die Weimarer Republik
- 2023: Ausgebombt! Hamburgs Gomorrha 1943 und die Folgen
- 2022: Extreme Situationen: Helmut Schmidt gegen Sturmflut und RAF-Terror
- 2018: Große Katastrophen in Hamburg. Menschliches Versagen in der Geschichte – wehrhafte Stadtentwicklung für die Zukunft?
- 2016/17: Deutschlands Leuchttürme. Dokumente, Bilder, Texte.
- 2015/16: Hamburger  Politiker als DDR-Spione im  Kalten Krieg
- 2014: Geschichtsschreibung – Bibelreform – Kirchenpolitik. Der Hamburger Pastor Carl Mönckeberg (1807–1886)
- 2013: Die französischen Besatzer in Hamburg. Zeugnisse zu den Jahren 1811–1814